# Fumarate de sodium
Le fumarate de sodium, également appelé fumarate disodique, est un composé organique de formule Na2C4H2O4. C'est le sel de sodium de l'acide fumarique. 
Il est utilisé comme régulateur d'acidité sous le numéro E365 dans les aliments transformés. C'est aussi un oxydant employé dans la culture de certains micro-organismes anaérobies.